# Microforandia
Microforandia är ett släkte av skalbaggar. Microforandia ingår i familjen vivlar.
Kladogram enligt Catalogue of Life:
| Microforandia | \| \| Microforandia uniformis \| \| \| \| |
|               | \| \| Microforandia uniformis \| \| \| \| |
|               | Microforandia uniformis                   |
|               |                                           |